# Sistema cristalino cúbico

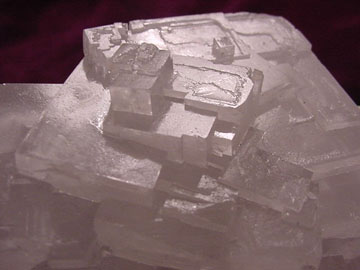
Um exemplo de cristais cúbicos de sal, NaCl. Halita.

O sistema cristalino cúbico ou isométrico, em cristalografia, caracteriza-se por três eixos cristalográficos de mesmo tamanho e mutuamente perpendiculares.  Possui quatro eixos ternários de rotação, o que permite um grande número de grupos espaciais (36). Como os três eixos cristalográfícos têm o mesmo tamanho, os cristais desse sistema são equidimensionais, ou seja, não são nem alongados, nem achatados.  O fato de o sistema chamar-se cúbico não significa que os cristais todos têm a forma de um cubo. Eles podem ser, por exemplo, octaedros, dodecaedros, etc. Os cristais do sistema cúbico têm uma característica que nenhum outro têm: isotropia térmica e óptica. Isso significa que a luz e o calor neles se propagam com a mesma velocidade, seja qual for a direção. Pertencem ao sistema cúbico os cristais de 7,8 % das espécies minerais conhecidas, entre elas diamante, ouro, granadas, prata, espinélio, pirita e sodalita.
Existem três variedades principais desses cristais:
- Cúbico primitivo (abreviado cP[1] e alternativamente chamado cúbico simples);

- Cúbico de corpo centrado (abreviado cI[1] ou bcc);

- Cúbico de face centrada (abreviado cF[1] ou fcc).

Cada um é subdivido em outras variantes. Note que embora a célula unitária nesses cristais é convencionalmente considerada um cubo, a célula unitária primitiva frequentemente não é. Isto esta relacionado ao fato de que na maioria dos sistemas cristalinos cúbicos há mais de um átomo por célula unitária cúbica.
Um cristal isométrico clássico tem faces quadradas ou pentagonais.

## Rede de Bravais
As três redes de Bravais no sistema cristalino cúbico são:
| Redes de bravais   | Cúbico primitivo | Cúbico de corpo centrado | Cúbico de face centrada |
| Símbolo de Pearson | cP               | cI                       | cF                      |
| ------------------ | ---------------- | ------------------------ | ----------------------- |
| Célula unitária    |                  |                          |                         |

## Contribuição atômica para a célula unitária e Número de Coordenação (NC)
A contribuição atômica auxilia na determinação de quantos átomos cada célula unitária possui com base na soma das contribuições de cada um dos átomos presentes.
| Posição | Contribuição |
| ------- | ------------ |
| Vértice | 1/8          |
| Face    | 1/2          |
| Aresta  | 1/4          |
| Dentro  | 1            |

Número de coordenação (NC) pode ser definido como o número de átomos vizinhos que se ligam ao átomo de estudo.

## Cúbico primitivo (ou cúbico simples)
Contendo átomos apenas nos vértices do sistema, é possível definir algumas características comuns:
- Número de átomos por célula unitária: {\displaystyle 8\times \left({\frac {1}{8}}\right)=1} átomo por célula unitária
- Número de coordenação: 6
- Valor da aresta = 2r

## Cúbico de corpo centrado
Apresenta um átomo em cada vértice e um átomo no centro da célula.
- Número de átomos por célula unitária: {\displaystyle 8\times \left({\frac {1}{8}}\right)+1\times 1=2} átomos por célula unitária
- Número de coordenação: 8
- Valor da aresta = {\displaystyle {\frac {4r}{\sqrt {3}}}}

## Cúbico de face centrada
Possui oito átomos nos vértices e seis átomos nas faces da célula.
- Número de átomos por célula unitária: {\displaystyle 8\times \left({\frac {1}{8}}\right)+6\times \left({\frac {1}{2}}\right)=4} átomos por célula unitária
- Número de coordenação: 12
- Valor da aresta = {\displaystyle 2r{\sqrt {2}}}